# Trichocerca gillardi
Trichocerca gillardi är en hjuldjursart som beskrevs av Koste 1978. Trichocerca gillardi ingår i släktet Trichocerca och familjen Trichocercidae. Inga underarter finns listade i Catalogue of Life.